# رامان پیاتروشنکا
رامان پیاتروشنکا (بلاروسی: Раман Іванавіч Пятрушэнка؛ زادهٔ ۲۵ دسامبر ۱۹۸۰) قایقران کانو اهل بلاروس بود.
وی در مسابقات کشوری و بین‌المللی در مجموع برندهٔ ۹ مدال طلا، ۷ مدال نقره، ۹ مدال برنز شده‌است.